# Poniaty (przystanek kolejowy)
Poniaty – zlikwidowana wąskotorowa stacja kolejowa położona w Poniatach Wielkich, w gminie Winnica, w województwie mazowieckim, w Polsce.